# Anelaphus curacaoensis
Anelaphus curacaoensis är en skalbaggsart som beskrevs av Gilmour 1968. Anelaphus curacaoensis ingår i släktet Anelaphus och familjen långhorningar.
Artens utbredningsområde är Curaçao. Inga underarter finns listade i Catalogue of Life.